# Huracán Rosa
El huracán Rosa fue un huracán que ha llegado a ser de categoría 4 aunque bajó a categoría 1. Afectó a México como tormenta tropical. El huracán ha sido uno de los bastantes huracanes mayores formados en esta hiperactiva temporada aunque ya este en fase de debilitamiento, sigue teniendo mucho peligro ya que se acerca a la península de California con vientos de 100 km y lluvias fortísimas.
Esta tormenta se formó a partir de una onda tropical convertida en borrasca con características tropicales. Hacia el 23-24 de septiembre se fortaleció a tormenta tropical y horas después a huracán categoría 1. Rosa se encontraba en una zona del océano Pacífico ideal para su fortalecimiento. Así fue como alcanzó su pico de intensidad como categoría 4 el 27 de septiembre. Tras su intensidad máxima, el huracán empezó a debilitarse.

## Historia Meteorológica
El huracán se formó a partir de una zona de bajas presiones en la que se estaba produciendo una gran evaporación de la superficie del mar. Como consecuencia, se formó una onda tropical que a su vez derivó en una depresión tropical. Hacia el 26 de septiembre, subió a categoría de tormenta tropical con el nombre de Rosa. Horas después, esta tormenta adquirió suficiente fuerza como para llegar a huracán, se encontraba en una zona del océano Pacífico ideal para su fortalecimiento, la falta de cizalladura y el mar a más de  26 grados centígrados hicieron que el 28-29 de septiembre alcanzara su intensidad máxima como un potente categoría 4 que en su centro llegó a concentrar vientos de 220 kmh (140 mph) y una presión mínima de unos 940 hPa. Una vez iba acercándose a las costas de México se iba debilitando. 
A día de hoy, 1 de octubre, es una tormenta tropical que ya está causando problemas en la península de California.

## Impacto

### México
En estos momentos, Rosa como tormenta tropical deja lluvias intensas y vientos que rondan los 90 a 100 kmh (80 mph). Es probable que la tormenta termine de disiparse entre el día de hoy y mañana.
De momento, no es posible redactar mucho más ya que los daños son mínimos o no han sido reportados. A día 2 de octubre, la tormenta esta prácticamente disipada, los daños en México han sido muy pocos ya que la tormenta ha llegado muy debilitada.